# 29464 Leonmiš
29464 Leonmiš è un asteroide della fascia principale. Scoperto nel 1997, presenta un'orbita caratterizzata da un semiasse maggiore pari a 2,5475028 UA e da un'eccentricità di 0,1834580, inclinata di 2,30591° rispetto all'eclittica.